# SV 1845 Esslingen
Die Sportvereinigung 1845 Esslingen e.V. ist ein Sportverein in Esslingen am Neckar. 

## Geschichte
1845 entstand der Esslinger Männer-Turnverein. Im Laufe der Jahre wechselte der Verein immer wieder seinen Namen vom Turn- und Wehrverein über den Turnverein Esslingen von 1845 hin zum Esslinger Turn- und Sportverein von 1845 und den Turn- und Sportfreunden Esslingen. Die SV 1845 Esslingen e.V. ging 1999 aus der Fusion der TSF Esslingen e.V. (Turn- und Sportfreunde Esslingen e.V.) und VfL Post Esslingen e.V. (Verein für Leibesübungen Post Esslingen e.V.) hervor.

## Volleyball
Die Volleyballabteilung der TSF Esslingen wurde 1967 von Günther Bachlechner gegründet. Seither nehmen ununterbrochen Esslinger Volleyballmannschaften am aktiven Spielbetrieb teil. In den Saisons 1971/72, 1977/78 und 1980/81 spielten die Männer in der damals drittklassigen Regionalliga Süd. In der Saison 1991/92 spielten die Frauen in der Regionalliga Süd. Seit 2004 liegt der  Fokus der Volleyballabteilung auf der Jugendarbeit. 2006 wurde das jährlich stattfindende Volleyball-Jugendcamp gegründet.
Aus der Jugendarbeit der Volleyballabteilung gingen u. a. die Spieler Lena Gschwendtner (Volleyball-Bundesliga Allianz MTV Stuttgart und VC Olympia Berlin), Tim Holler (Studentenweltmeister Beachvolleyball 2014 und Volleyball-Bundesliga SV Fellbach), Timo Koch (Volleyball-Bundesliga SV Fellbach), Moritz Rauber (VfB Friedrichshafen) hervor.
Erfolge der Volleyballabteilung:
- Aufstieg in die Regionalliga Männer 1971, 1977, 1980
- Aufstieg in die Regionalliga Frauen 1991
- Gewinn des Bezirkspokals Männer 2013[5], 2014[6] und 2015[7]

## Beachvolleyball
Beachvolleyball ist bei der SV 1845 Esslingen direkt der Volleyballabteilung zugeordnet. 1995 entstanden auf dem vereinseigenen Gelände Eberhard-Bauer-Stadion in Esslingen-Weil die ersten Beachvolleyballfelder der Region Esslingen. 2012 wurden zwei zusätzliche Felder gebaut. Mit vier wettkampftauglichen Beachvolleyballfeldern zählt die BeachArena Esslingen zu einer der größten Beachvolleyballanlagen in Württemberg.

## Weitere Sportarten
Außer Volleyball und Beachvolleyball werden bei der SV 1845 Esslingen noch die Sportarten Fechten, Fußball, Jazztanz, Kanusport, Rhythmische Sportgymnastik, Rollstuhlfechten, Sportkegeln, Tanzsport, Tennis und Tischtennis angeboten. Darüber hinaus gibt es ein Trainingsgruppen für Freizeit- und Gesundheitssport sowie für Ski und Freizeit.

## Kursprogramm
Neben dem reinen Vereinssport gibt es bei der SV 1845 Esslingen ein Kursprogramm von Bodystyling bis Yoga.